# Torneo de las Cinco Naciones 1947
El Torneo de las Cinco Naciones de 1947 (Five Nations Championship 1947) fue la 53° edición del principal Torneo de rugby del Hemisferio Norte.
Luego del receso del torneo por ocho años debido a la Segunda Guerra Mundial, el campeonato volvió con la novedad del regreso de Francia después de dieciséis años.
El campeonato fue compartido entre Gales e Inglaterra.

## Clasificación
| Lugar | Selección  | Partidos | Partidos | Partidos  | Partidos | Puntos  | Puntos    | Puntos | Tabla de puntos |
| Lugar | Selección  | Jugados  | Ganados  | Empatados | Perdidos | A favor | En contra | dif.   | Tabla de puntos |
| ----- | ---------- | -------- | -------- | --------- | -------- | ------- | --------- | ------ | --------------- |
| 1     | Gales      | 4        | 3        | 0         | 1        | 37      | 17        | +20    | 6               |
| 1     | Inglaterra | 4        | 3        | 0         | 1        | 39      | 36        | +3     | 6               |
| 3     | Irlanda    | 4        | 2        | 0         | 2        | 33      | 18        | +15    | 4               |
| 4     | Francia    | 4        | 2        | 0         | 2        | 23      | 20        | +3     | 4               |
| 5     | Escocia    | 4        | 0        | 0         | 4        | 16      | 57        | -41    | 0               |

## Resultados
| 1 de enero | Francia | 8 - 3 | Escocia | París, |  |

| 18 de enero | Gales | 6 - 9 | Inglaterra | Cardiff, |  |

| 25 de enero | Irlanda | 8 - 12 | Francia | Dublín, |  |

| 1 de febrero | Escocia | 8 - 22 | Gales | Edimburgo, |  |

| 8 de febrero | Irlanda | 22 - 0 | Inglaterra | Dublín, |  |

| 22 de febrero | Escocia | 0 - 3 | Irlanda | Edimburgo, |  |

| 15 de marzo | Inglaterra | 35 - 3 | Escocia | Londres, |  |

| 22 de marzo | Francia | 0 - 3 | Gales | París, |  |

| 29 de marzo | Gales | 6 - 0 | Irlanda | Swansea, |  |

| 19 de abril | Inglaterra | 6 - 3 | Francia | Londres, |  |

## Premios especiales
- Copa Calcuta:  Inglaterra